# Lijst van voetbalinterlands Senegal - Sierra Leone
Deze lijst van voetbalinterlands is een overzicht van alle officiële voetbalwedstrijden tussen de nationale teams van Senegal en Sierra Leone. De Afrikaanse landen hebben tot op heden zeventien keer tegen elkaar gespeeld. De eerste ontmoeting, een vriendschappelijke wedstrijd, vond plaats op 11 oktober 1970 in Freetown. Het laatste duel, een kwalificatiewedstrijd voor het African Championship of Nations 2018, werd gespeeld Dakar op 22 juli 2017.

## Wedstrijden
| №  | Plaats     | Datum            | Competitie                                        | Wedstrijd              | Uitslag |
| -- | ---------- | ---------------- | ------------------------------------------------- | ---------------------- | ------- |
| 1  | Freetown   | 11 oktober 1970  | Vriendschappelijk                                 | Sierra Leone − Senegal | 1 − 0   |
| 2  | Dakar      | 25 juli 1971     | Vriendschappelijk                                 | Senegal − Sierra Leone | 2 − 1   |
| 3  | Dakar      | 17 november 1980 | Afrika Cup 1982 kwalificatie                      | Senegal − Sierra Leone | 2 − 0   |
| 4  | Freetown   | 30 november 1980 | Afrika Cup 1982 kwalificatie                      | Sierra Leone − Senegal | 1 − 2   |
| 5  | Praia      | 15 februari 1982 | Vriendschappelijk                                 | Senegal − Sierra Leone | 2 − 0   |
| 6  | Freetown   | 19 februari 1984 | Vriendschappelijk                                 | Senegal − Sierra Leone | 0 − 0   |
| 7  | Dakar      | 10 februari 1986 | Vriendschappelijk                                 | Senegal − Sierra Leone | 3 − 1   |
| 8  | Bissau     | 2 mei 1988       | Vriendschappelijk                                 | Senegal − Sierra Leone | 2 − 2   |
| 9  | Bissau     | 7 mei 1988       | Vriendschappelijk                                 | Senegal − Sierra Leone | 2 − 1   |
| 10 | Dakar      | 24 december 1989 | Vriendschappelijk                                 | Senegal − Sierra Leone | 1 − 0   |
| 11 | Conakry    | 7 november 1992  | Afrika Cup 1994 kwalificatie                      | Sierra Leone − Senegal | 2 − 0   |
| 12 | Dakar      | 11 juli 1993     | Afrika Cup 1994 kwalificatie                      | Senegal − Sierra Leone | 1 − 1   |
| 13 | Freetown   | 5 december 1993  | Vriendschappelijk                                 | Senegal − Sierra Leone | 0 − 2   |
| 14 | Nouakchott | 22 november 1995 | Vriendschappelijk                                 | Sierra Leone − Senegal | 1 − 1   |
| 15 | Freetown   | 29 maart 1997    | Vriendschappelijk                                 | Sierra Leone − Senegal | 2 − 1   |
| 16 | Freetown   | 15 juli 2017     | African Championship of Nations 2018 kwalificatie | Sierra Leone − Senegal | 1 − 1   |
| 17 | Dakar      | 22 juli 2017     | African Championship of Nations 2018 kwalificatie | Senegal − Sierra Leone | 3 − 1   |

## Samenvatting
| Competitie                                   | Totaal gespeeld | Winst Senegal | Gelijk | Winst Sierra Leone | Doelsaldo Senegal – Sierra Leone |
| -------------------------------------------- | --------------- | ------------- | ------ | ------------------ | -------------------------------- |
| Afrika Cup-kwalificatie                      | 4               | 2             | 1      | 1                  | 5 − 4                            |
| African Championship of Nations-kwalificatie | 2               | 1             | 1      | 0                  | 4 − 2                            |
| Vriendschappelijk                            | 11              | 5             | 3      | 3                  | 14 − 11                          |
| Totaal                                       | 17              | 8             | 5      | 4                  | 23 − 17                          |

FSF · 
A-internationals · 
Bondscoaches · Selecties · Senegalees vrouwenelftal · 
Olympisch elftal
1960 – 1969 · 
1970 – 1979 · 
1980 – 1989 · 
1990 – 1999 · 
2000 – 2009 · 
2010 – 2019 · 
2020 – 2029
WK 2002 · 
WK 2018 ·
WK 2022
OS 2012
1959 · 
1960 · 
1961 · 
1962 · 
1963 · 
1964 · 
1965 · 
1966 · 
1967 · 
1968 · 
1969 · 
1970 · 
1971 · 
1972 · 
1973 · 
1974 · 
1975 · 
1976 · 
1977 · 
1978 · 
1979 · 
1980 · 
1981 · 
1982 · 
1983 · 
1984 · 
1985 · 
1986 · 
1987 · 
1988 · 
1989 · 
1990 · 
1991 · 
1992 · 
1993 · 
1994 · 
1995 · 
1996 · 
1997 · 
1998 · 
1999 · 
2000 · 
2001 · 
2002 · 
2003 · 
2004 · 
2005 · 
2006 · 
2007 · 
2008 · 
2009 · 
2010 · 
2011 · 
2012 · 
2013 · 
2014 ·
2015 ·
2016 ·
2017 ·
2018 ·
2019 ·
2020 ·
2021 ·
2022 ·
2023
Algerije ·
Angola ·
Benin ·
Bolivia ·
Bosnië en Herzegovina ·
Botswana ·
Brazilië ·
Burkina Faso ·
Burundi ·
Centraal-Afrikaanse Republiek ·
Chili ·
China ·
Colombia · 
Congo-Brazzaville ·
Congo-Kinshasa ·
Denemarken ·
Ecuador ·
Egypte ·
Engeland ·
Equatoriaal-Guinea ·
Eritrea ·
Ethiopië ·
Frankrijk ·
Gabon ·
Gambia ·
Ghana ·
Griekenland ·
Guinee ·
Guinee-Bissau ·
Indonesië ·
Iran ·
Ivoorkust ·
Japan ·
Kaapverdië ·
Kameroen ·
Kenia ·
Kosovo ·
Kroatië · 
Lesotho ·
Liberia ·
Libië ·
Luxemburg ·
Madagaskar ·
Malawi ·
Maleisië ·
Mali ·
Marokko ·
Mauritanië ·
Mauritius ·
Mexico ·
Mozambique ·
Namibië ·
Nederland ·
Niger ·
Nigeria ·
Noorwegen ·
Oeganda ·
Oezbekistan ·
Oman ·
Polen ·
Qatar ·
Rwanda ·
Saoedi-Arabië ·
Sierra Leone ·
Soedan ·
Swaziland ·
Tanzania ·
Togo ·
Tunesië ·
Turkije ·
Uruguay ·
Verenigde Arabische Emiraten ·
Zambia ·
Zimbabwe ·
Zuid-Afrika ·
Zuid-Korea ·
Zuid-Soedan ·
Zweden
Algerije (2019, 2) ·
Colombia (2018) ·
Denemarken (2002) ·
Engeland (2022) ·
Frankrijk (2002) ·
Japan (2018) ·
Nederland (2022) ·
Polen (2018) ·
Uruguay (2002)
SLFA · 
A-internationals · 
Sierra Leoons vrouwenelftal
1966 – 1979 · 
1980 – 1989 · 
1990 – 1999 · 
2000 – 2009 · 
2010 – 2019 ·
2020 − 2029
Algerije ·
Angola ·
Benin ·
Burkina Faso ·
Burundi ·
China ·
Comoren ·
Congo-Brazzaville ·
Congo-Kinshasa ·
Djibouti ·
Egypte ·
Equatoriaal-Guinea ·
Ethiopië ·
Gabon ·
Gambia ·
Ghana ·
Guinee ·
Guinee-Bissau ·
Irak ·
Iran ·
Ivoorkust ·
Jordanië ·
Kaapverdië ·
Kameroen ·
Kenia ·
Lesotho ·
Liberia ·
Malawi ·
Mali ·
Marokko ·
Mauritanië ·
Niger ·
Nigeria ·
Sao Tomé en Principe ·
Senegal ·
Seychellen ·
Soedan ·
Somalië ·
Swaziland ·
Togo ·
Tsjaad ·
Tunesië ·
Zambia ·
Zuid-Afrika